# Joe Exotic
Joe Exotic, all'anagrafe Joseph Allen Maldonado-Passage e nato Joseph Allen Schreibvogel (Garden City, 5 marzo 1963) è un imprenditore, allevatore e criminale statunitense. Exotic è l'ex proprietario e gestore del Greater Wynnewood Exotic Animal Park (conosciuto come G. W. Zoo) a Wynnewood, Oklahoma; Maldonado-Passage ha affermato più volte di essere l'allevatore di tigri più prolifico negli Stati Uniti. Prima di lavorare con gli animali fu anche un agente di polizia e, per un breve periodo, fu il capo della polizia a Eastvale, in Texas.
Ha corso due volte senza successo per cariche pubbliche, prima per la presidenza degli Stati Uniti nel 2016 come indipendente, poi per il ruolo di Governatore dell'Oklahoma nel 2018 come Libertario. Nel 2019, Maldonado-Passage è stato condannato a 22 anni di reclusione dopo essere stato ritenuto colpevole di diciassette capi d'accusa per abuso di animali e due accuse di omicidio su commissione per il tentato omicidio della direttrice di Big Cat Rescue Carole Baskin. Nel 2020 Netflix ha pubblicato un documentario in otto parti dal nome Tiger King: Murder, Mayhem and Madness, incentrato su Maldonado-Passage, il suo zoo e la sua faida con Baskin.

## Biografia

### Primi anni di vita
Maldonado-Passage è nato Joseph Allen Schreibvogel a Garden City, Kansas, il 5 marzo 1963. È cresciuto in una fattoria in Kansas. Quando aveva cinque anni, fu violentato da un ragazzo più grande di lui. La sua famiglia si trasferì poi in Texas dove Maldonado-Passage si unì al dipartimento di polizia di Eastvale, in Texas, diventando presto capo del piccolo dipartimento. In questi anni tentò il suicidio dopo che la sua omosessualità era stata rivelata ai genitori da uno dei fratelli, ma Maldonado-Passage ha successivamente ritrattato la dichiarazione sul tentato suicidio, sostenendo invece di essere stato vittima di uno speronamento in auto mentre indagava su un caso di droga.

### Carriera
Schreibvogel ha effettuato vari lavori prima di aprire un negozio di animali con suo fratello Garold ad Arlington, in Texas, nel 1986. Nel 1997, dopo aver chiuso il primo negozio di animali e averne aperto un altro lì vicino, Schreibvogel entrò in conflitto con i funzionari di Arlington per ripetute violazioni del codice per decorazioni e insegne; aveva appeso simboli di orgoglio gay come una bandiera degli Stati Uniti con strisce arcobaleno nelle vetrine dei negozi e aveva accusato gli ispettori della città di omofobia e di aver preso di mira l'attività a causa del suo orientamento sessuale. Dopo la morte di suo fratello in un incidente d'auto nel 1997, Schreibvogel vendette il negozio di animali e acquistò un terreno di 16 acri in Oklahoma con i genitori. Due anni dopo la morte di suo fratello, la fattoria fu aperta come Garold Wayne Exotic Animal Memorial Park in onore del fratello. Due degli animali domestici di Garold furono i primi abitanti dello zoo.
Nel 2000, Schreibvogel acquisì le sue prime tigri (due esemplari abbandonati). Per sfamare il crescente numero dei grandi felini di cui si occupava, Maldonado-Passage cominciò a sopprimere i cavalli che gli venivano donati per darne in pasto le carcasse alle tigri e leoni dello zoo.

### Musica
Maldonado-Passage era un aspirante cantante country. Con la scusa di ottenere musica per una serie televisiva di realtà pianificata, ha commissionato canzoni country ad altri artisti, con i suoi contributi creativi che si sono limitati a suggerire argomenti di canzoni e cantare alcune voci di supporto. Ha quindi prodotto video musicali per le canzoni e li ha pubblicati su YouTube, raffigurandosi come il principale interprete e prendendosi il pieno merito della musica, presumibilmente senza aver avvisato gli artisti reali.

### Politica
Con il nome di Joseph Allen Maldonado, Schreibvogel si presentò come candidato indipendente alle elezioni del 2016 del Presidente degli Stati Uniti, ha ottenuto la votazione in Colorado e ha ottenuto 962 voti (compresi gli scritti registrati) a livello nazionale.
Ha poi corso con lo pseudonimo di "Joe Exotic" alle elezioni primarie per il partito libertario nelle elezioni del 2018 per il governatore dell'Oklahoma. Ha ricevuto 664 voti nelle primarie, finendo ultimo tra i tre candidati libertari.

### Arresto e condanna
Maldonado-Passage è stato incriminato per aver tentato di assumere qualcuno per uccidere Carole Baskin, CEO di Big Cat Rescue. L'uomo infatti aveva tentato di assumere un agente dell'FBI sotto copertura che si spacciava per un sicario. Il 7 settembre 2018, è stato arrestato a Gulf Breeze, in Florida, e detenuto nel carcere della contea di Santa Rosa fino al 19 settembre, quando è stato trasferito alla detenzione federale. Successivamente è stato trasferito nel carcere della contea di Grady a Chickasha, in Oklahoma
Il 2 aprile 2019 Maldonado-Passage è stato condannato per due imputazioni per omicidio su commissione, otto violazioni del Lacey Act e nove violazioni del Endangered Species Act. Il 22 gennaio 2020 è stato condannato a 22 anni di detenzione in un carcere federale. A partire da marzo 2020 è incarcerato a FMC Fort Worth. Nello stesso mese Maldonado-Passage iniziò a chiedere il perdono presidenziale al presidente Donald Trump.

### Causa legale
Il 17 marzo 2020 Maldonado-Passage ha intentato una causa contro il governo federale degli Stati Uniti nel carcere della contea di Grady. Nella causa, chiede $ 94 milioni al servizio di pesca e fauna selvatica degli Stati Uniti (USFWS). Ha anche cercato, senza ottenerlo, un perdono presidenziale da Donald Trump e prevede di rappresentarsi nella causa. La causa specifica danni da USFWS di 79 milioni di dollari per la perdita delle sue tigri. Chiede anche 15 milioni di dollari per la falsa prigionia e una litania di altre accuse tra cui la morte di sua madre, Shirley. La causa accusa anche il suo ex socio in affari, Jeff Lowe, di cambiare la sua medicina con droghe illegali e rovinare la sua proprietà.

## Vita privata
Joe Exotic è dichiaratamente omosessuale. La prima relazione nota è quella con Brian Rhyne, durata dal 1986 alla morte dell'uomo avvenuta per complicazioni legate all'AIDS nel 2001. Nel gennaio 2014 Schreibvogel prese parte a un informale matrimonio a tre (privo di valore legale) con Travis Maldonado e John Finlay, che l'allevatore frequentava già dal 2003. Il ménage à trois ebbe breve durata e si interruppe dopo un incidente tra Exotic e Finlay. Nel 2015 Joe Exotic sposò ufficialmente Travis Maldonado, di cui prese il cognome, diventando così Joseph Allen Maldonado. Il matrimonio terminò nell'ottobre 2017, quando Maldonado morì in un incidente per arma da fuoco. Due mesi più tardi Exotic si risposò con Dillon Passage, di cui aggiunse il cognome a quello del primo marito.

## Documentario
La miniserie documentario del 2020 Tiger King è incentrata su Maldonado-Passage. Il documentario si incentra e racconta della sua vita privata, del suo zoo e delle conseguenti vicessitudini con Carole Baskin attraverso video e filmati inediti girati personalmente. Joe Exotic, infatti, ha sempre voluto diventare famoso per mostrare la sua immagine e il suo personaggio perché ha sempre ritenuto che fosse la parte che più funzionasse di sé: per questo motivo, registra la sua vita come se fosse sempre in diretta. In precedenza era apparso nel documentario di Louis Theroux America's Most Dangerous Pets.

## Discografia
Album:
- I Saw A Tiger (2014)
- Star Struck (2015)